# Nyambi Nyambi
Nyambi Nyambi (26 de abril de 1979) es un actor estadounidense conocido por interpretar a Samuel en la comedia de la cadena CBS, Mike & Molly.

## Carrera
Nyambi nació en Norman, Oklahoma, de padres nigerianos el 26 de abril de 1979. Jugó baloncesto antes de obtener su Master en Bellas Artes en la Universidad de Nueva York.
Su trabajo como actor comenzó en un pequeño papel en la película independiente Day Night Day Night como organizador.
Apareció en el episodio «Four Cops Shot» en la última temporada de Law & Order y en una película independiente llamada William Vincent junto a James Franco y Josh Lucas.
Su gran oportunidad llegó cuando fue seleccionado en la comedia Mike & Molly para interpretar a Samuel, un camarero que trabaja en el restaurante favorito de Mike y de Carl. Al igual que los otros personajes, participa en insultar a Mike por su obesidad.